# Ultimate General: Gettysburg
Ultimate General: Gettysburg est un jeu vidéo de stratégie en temps réel développé et édité par Game-Labs, sorti en 2014 sur Windows, Mac, Linux et iOS. Il est centré sur la bataille de Gettysburg.

## Accueil
- Canard PC : 7/10[1]
- Metacritic : 84 %[2] (PC)